# 輩行名
輩行名（はいこうめい）は、主に日本における男性の名前の種類のひとつ。輩行の仮名（はいこうのけみょう）、輩行仮名（はいこうけみょう）と言うこともある。江戸時代以前は、通称である仮名（けみょう）の一種であった。

本来は中国の習慣である。

## 輩行名とは
「輩行」とは「一族のうち同世代の者」という意味で、通常は兄弟のことを言う。輩行名は「輩行」のうちの序列（＝出生順）を表すもので、太郎（一郎）、次郎（二郎）、三郎……といった名のことであり、今日でも日本人の名前としても広く用いられる。また、「○太郎、○次郎……」といった風に、その前に1文字をつける場合も多い。2文字をつける例もある。
これら太郎、次郎といった名乗りの始まりは、遠く嵯峨天皇の時代に遡る。嵯峨天皇が第一皇子以下に対して太郎、次郎、三郎といった幼名を授けたことに由来する。
これが時代を追うにつれ一般に広まり、成人男性の名前としてつけられるようになる。古来の中国においては、実名（諱 -いみな）で呼びかけることは親や主君などのみに許され、それ以外の人間が呼ぶ事は極めて無礼とされ、代わりに字（あざな）と呼ばれる、本名とは別の名前を使った。日本においても中国のこの風習が伝来し（ただし異説もあるので、詳細は諱の項目を参照）、本名で呼ぶのを避け、代わりに仮名（けみょう）と呼ばれる通称を用いるようになった。この仮名として、輩行名が使われるようになった。
嵯峨天皇の時代から100年ほど経った平安時代中期には、既に武士階級において、太郎、次郎の名乗りが広まっている。時代が下った後も武士階級、町人階級問わず広く用いられたが、武士階級が仮名なのに対して、諱を持たない町人の場合は正真正銘の本名として用いられた。ただ皆がこの名を用いると同姓同名が多く紛らわしくなるため、1文字あるいは2文字を付け加える場合もあった。例えば、源義家の八幡太郎、源義綱の賀茂次郎、源義光の新羅三郎などである。
なお、太郎、次郎……という名は必ずしも出生順と一致せず、例えば宇喜多秀家は次男であるが「八郎」であったり、茶屋四郎次郎のように代々襲名される場合もあった（ちなみに「四郎次郎」は「四男の次男」の意味である）。仇討ちで名高い曾我兄弟の場合は、兄の祐成が十郎、弟の時致が五郎となっている。また先に生まれた側室の子を差し置いて正室の子が太郎を名乗る場合も多く、例えば北条時頼の次男の北条時宗が「相模太郎」、長男の北条時輔が「相模三郎」を名乗っている。
また数字で11以降は「郎」の字をつけない場合もあり、例えば那須与一は十一男であり、「与一」は「十あまり一」の省略である。「三四郎」といった名前もあるが、フィクションによるものであり、実在の人物がこの輩行名を名乗った記録は無い。